# Ugljevik
Ugljevik (cyr. Угљевик) – miasto w Bośni i Hercegowinie, w Republice Serbskiej, siedziba gminy Ugljevik. W 2013 roku liczyło 3922 mieszkańców.